# Żyrardów (stacja kolejowa)
Żyrardów – stacja kolejowa w Żyrardowie, w województwie mazowieckim. Według klasyfikacji PKP ma kategorię dworca regionalnego. Dworzec wzniesiono według projektu pracowni sekcji architektonicznej Warszawskiej Dyrekcji Kolejowej pod kierunkiem Bronisława Brochwicza-Rogóyskiego i jego zastępców Romualda Millera i Józefa Wołkanowskiego w 1922 roku.

## Modernizacja
W latach 2005–2007 miał miejsce gruntowny remont dworca. Koszt remontu wyniósł ponad 3 mln zł i został sfinansowany ze środków własnych PKP SA. Uroczyste otwarcie zmodernizowanego dworca odbyło się 9 sierpnia 2007 roku. Na stacji jest kasa i automat biletowy Kolei Mazowieckich.

## Ruch pasażerski
| Rok  | Wymiana roczna | Wymiana pasażerska na dobę | Miejsce w Polsce |
| ---- | -------------- | -------------------------- | ---------------- |
| 2017 | 3 250 000      | 8900                       | 23.              |
| 2018 | 3 250 000      | 8900                       | 25.              |
| 2019 | 3 830 000      | 10 500                     | 24.              |
| 2020 | 2 750 000      | 7500                       | 19.              |
| 2021 | 3 180 000      | 8700                       | 55.              |
| 2022 | 2 153 500      | 5900                       | 64.              |
| 2023 | 4 526 000      | 12 400                     | 23.              |
| 2024 | 4 575 000      | 12 500                     | 23.              |

## Połączenia
| Przewoźnik         | Linia lub kategoria | Trasa lub kierunki |       |
| ------------------ | ------------------- | --- | ----- |
| Koleje Mazowieckie | R1/RE1              | Warszawa Wschodnia – Żyrardów – Skierniewice | [ 9 ] |
| Polregio           | IR                  | Warszawa Wschodnia, Koluszki, Łódź Kaliska, Łódź Widzew, Skierniewice                                                                                         |       |
| PKP Intercity      | TLK                 | Warszawa Wschodnia, Koluszki, Łódź Kaliska, Łódź Widzew, Skierniewice, Katowice, Częstochowa, Szczecin Główny, Lublin Główny, Rzeszów Główny, Przemyśl Główny |       |
| PKP Intercity      | IC                  | Bielsko-Biała Główna, Kraków Płaszów, Warszawa Wschodnia, Wrocław Główny                                                                                      |       |